# 燃燒的夏之龍虎鬥
《燃燒的夏之龍虎鬥》(英語：Summer of Fire – Dragon & Tiger)是一部在2018年於優酷網絡電影首映的香港武打電影，為溫日良首部自編自導的電影；由洪天照、彭敬慈、陳觀泰、尹揚明、林雪主演，其後本電影於香港影院ACX Cinemas在2021年上映。

## 故事大綱
故事“燃燒的夏之龍虎鬥”是關於兩個沒血緣的兄弟，自少被人遺棄、相依為命、至一起到香港江湖打天下。他兩智慧和實力的組合，便所向披靡。但到最後，主角“夏天”理想是做正當行業。多年來他想盡辦法，望和他好兄弟“丘耀”脫離一直控制他們的不法份子“廣陞堂”及其話事人“狄鴻”。……終於他們取得一個機會，只是要成功；兩人不但要對付一個强得可怕的老江湖，更加考驗到兩兄弟多年感情、道義，信任及種種人生的決擇………

## 人物小傳
- 夏天(洪天照飾)26歲。母親是妓女。父親不知是誰。自少母親把於香港出世丶有身份證的他寄養在廣陞堂於深圳一個着草丶避難之地區；廣興村。六歲開始認識丘耀和卓敏，三個人相依為命，孤兒般小孩更成為彼此最親的人。夏天16歲和丘耀回港幫堂口打天下。而夏天憑着勝人兩籌的智慧，及其好兄弟丘耀的勇猛丶實力，並所向披靡。擁有能準確計算到人性優點及醜惡，夏天利用尊重別人的態度，及盡力公平對待一切之性格，取得極多不同範疇的人之信任。加上知道自己有一個打三個之實力，除了一次被對頭幫會華聯社捉拿及毒打；要害被重創至不能孕育外，兩人不需堂口大多幫助也戰無不勝。⋯⋯在黑道威名遠播之餘，他們更加在正當生意上取得絕對成功。可惜兩人之頂爺狄鴻卻偏偏看他們不順眼，恐防兩人功高蓋主；一天威脅到其兒子狄俊之地位，狄鴻更只會用盡夏天和丘耀，至兩人再無價值為止。只是聰明的夏天便有自己的想法，知道狄鴻父子是什麼類人，有情有義的夏天在香港之十年間，一直努力為自己，及丘耀鋪排能夠和平離開廣陞堂的路。⋯打算在脫離黑道後，他才再現實心中那很多的偉大理想。⋯⋯而快要來到九七的日子，⋯⋯夏天那計劃經已成功在望。⋯⋯
- 丘耀 (彭敬慈飾)26歲。父親曾是廣興堂高層。因為一次嚴重出賣堂口，他不但害死老婆，更加令狄鴻派人在內地找了他兒子丘耀落香港。⋯⋯和多頭狗隻一起養了近兩年。狄鴻就要别人知道出賣他的代價，丘耀被視為一隻狗般；要有狗飯吃，他就清潔其他狗隻四撒的糞便。此情況及被惡狗咬至破相嚴重影響丘耀心智，亦要回到深圳廣興村；用了好幾年，他才能平復一點心情；⋯⋯才開始肯去說話。⋯⋯而第一個和他說話的人，就是⋯⋯夏天。⋯⋯之後丘耀也信任美麗可愛的卓敏，她更加成為丘耀的心儀對象。只可惜不懂溫柔丶不識得正常溝通，⋯⋯卓敏亦只視丘耀為一個背景悽慘的好朋友。⋯⋯丘耀除了有冇比義氣丶九牛二虎之力及一個打十個的格鬥能力外，與惡狗生活的日子更加令他暴涙非常。每次出手，他會不顧後果的令對頭往往命喪收場。⋯⋯丘耀便比很多自以為是的人聰明，只是當他知自己非領導材料，便無意途及耐性去和別人溝通。何況夏天在這十年間令他得到很多很多，所以在這世界；丘耀只信任三個人。⋯⋯七成信和他交往了三年的女友阿麗，和100％丶完全信任夏天和卓敏。⋯⋯到了今時今日，丘耀仍然最愛一個⋯⋯屬於他最好兄弟夏天的女人。⋯⋯
- 狄鴻 (陳觀泰飾)57歲。18歲出道，而無比聰明的他就喜歡暴力；深愛用其無敵拳脚去打碎敵人骨頭“說話“。由一個甚重義氣成爲自私自利，原因是他愛妻被仇人污辱而死。當日，在無人願意幫他的情況下，狄鴻憑一人之力；一晚殺死十七個仇家。⋯⋯隨後，他的義氣和良知亦跟其亡妻滅亡。之後，自私和不擇手段的他冇人不怕。而在他名震江湖同時，其的座右銘“人不自私丶豬會爬樹“更無人不知。⋯⋯再不做任何好事，他的巨大財富和其廣興堂地位亦會留給自己兒子“狄俊“。而若任何人，有意或無意也好，膽敢打他或其寶貝兒子的主意，狄鴻便會～殺無赦。
- 卓敏 (侯曉童飾)25歲。狄鴻的親外甥女，父親卓仁傑更加是廣興堂上任坐館。可是在廿年前的一段爭權日子，狄鴻把卓人傑打至殘廢的成為坐館。不久之後卓仁傑死亡，卓敏母親不久後亦也去世。卓敏被送往廣興村，美麗和樂天，除了與英俊體貼的夏天青梅竹馬外，小時候她身邊亦有一隻“癲狗“丘耀，不論卓文是對事錯，丘耀卻願意亡命拼殺的保護她。即使日後卓敏嫁了給夏天，一有需要武力解決之問題，丘耀並隨傳隨到。⋯⋯表面，卓敏覺得自己對丘耀很好，只是到最後她卻自欺欺人的，只在利用一個甘願被利用的丘耀已。⋯⋯
- Liz (安紫依)24歲。丘耀交往三年的女友，本來就是個高級舞女。而由金錢交易至包起她，三年間（92一95年）丘耀所給Liz之金額並超過千萬；令她可以開一間呃錢的酒吧。雖然如此，但Liz也有不小“付出“及長處。首先她野性和艷麗外更懂得氹人開心，床上功夫屬於一流。更在她不介意丘耀和其他女人好同時，她更加會安排美女，甚至和她們一起服侍其“契家佬“。知道丘耀真正想要什麼，Liz所揀的女子，樣子便有七分似卓敏。⋯⋯有些時候，她更加把自己裝扮成卓敏般和丘耀上床，令丘耀開心。可惜到最後，這女人亦只想搵丘耀着數，更當她認為丘耀要拚狄鴻時在自尋死路，她就打算丘耀被殺前呃他一大筆錢。而當此計劃被夏天破壞，Liz之後便作出一個令丘耀對她死心的出賣。